# كلاي كليمنت
كلاي كليمنت (بالإنجليزية: Clay Clement)‏ مواليد 19 مايو 1888 في لبنان، الولايات المتحدة - الوفاة 20 أكتوبر 1956 في واتيرتاون، الولايات المتحدة، هو ممثل أمريكي بدأ مسيرته الفنية سنة 1909. ظهر في قرابة 87 فيلما. امتدت مسيرته الفنية لأكثر من 43 عاما. من أعماله ستار ريبورتر.

## روابط خارجية
- كلاي كليمنت على موقع IMDb (الإنجليزية)
- كلاي كليمنت على موقع أول موفي (الإنجليزية)
- كلاي كليمنت على موقع قاعدة بيانات برودواي على الإنترنت (الإنجليزية)
- كلاي كليمنت على موقع قاعدة بيانات برودواي على الإنترنت (الإنجليزية)
- كلاي كليمنت على موقع قاعدة بيانات الفيلم (الإنجليزية)